# Клишин, Сергей Николаевич
Сергей Николаевич Клишин (16 января 1975, Горький — сентябрь 2023) — российский хоккеист, защитник.

## Биография
Воспитанник горьковского «Торпедо», с сезона 1992/93 начал играть за «Торпедо-2», в сезоне сезоне 1994/95 дебютировал в «Торпедо»; играл также за «Мотор» Заволжье (1994/05, 2000/01). В дальнейшем выступал за клубы «Липецк» (2001/02), «Торпедо» и «Торпедо-2» (2002), «Химик» Воскресенск (2002/03 — 2003/04), «Молот-Прикамье», «Нефтяник» Лениногорск и «Мечел» (все — 2004/05), «Казахмыс» (Казахстан, 2005/06), «Кристалл» Электросталь и «Газовик» Тюмень (2006/07), «Ариада-Акпарс» и «Ариада-2» (2007), белорусские «Химик»-СКА Новополоцк (2007/08 — 2009/10), «Шинник» Бобруйск (2010/11).
Играл на любительском уровне, работал детским тренером. Скончался в сентябре 2023 года.